# Spider-Man 3: The Game
Spider-Man 3: The Game – trzecia odsłona gry z serii Spider-Man, która nawiązuje bezpośrednio do kinowej ekranizacji przygód „człowieka-pająka”. Zarówno film jak i gra Spider-Man 3 ukazały się w Polsce w maju 2007 roku.
Spider-Man 3: The Game jest przygodową grą akcji. Tytułowy Spider-Man tym razem zmierzy się nie tylko ze swoimi wrogami lecz również ze swoim własnym mrocznym wcieleniem. Akcja gry toczy się w Nowym Jorku.

## Przeciwnicy gracza
- Sandman
- Venom
- Green Goblin
- Jaszczur

## Obsada głosowa
- Tobey Maguire jako Peter Parker/Spider-Man
- Kirsten Dunst jako Mary Jane Watson
- James Franco jako Harry Osborn/New Green Goblin
- Thomas Haden Church jako Flint Marko/Sandman
- Topher Grace jako Eddie Brock/Venom
- J.K. Simmons jako J. Jonah Jameson
- Bruce Campbell jako Narrator